# Apatia (psicologia)
L'apatia (in latino apathīa, dal greco ἀπάϑεια «insensibilità», comp. di ἀ- e πάϑος «privo di passione») è lo stato d’indifferenza abituale o prolungata, insensibilità e indolenza nei confronti della realtà esterna e dell’agire pratico.

## Aspetti storici e teorici
Apatia, atarassia, afasia sono termini che vengono alla luce con gli stoici, gli scettici e gli epicurei che le consideravano una méta da raggiungere. Da quel momento una parte del pensiero filosofico greco, a partire da Socrate, è dominato dall’idea che saggezza, equilibrio, virtù si raggiungono con la ricerca del bene e della verità (logos). Ricerca che comporta l’abolizione degli affetti, un’idea che porterà alla scissione tra la mente che pensa e il corpo che, con il sentire, porta con sé caos e confusione.
L’anima domina il corpo con l’autorità del padrone, l’intelligenza domina l’appetito con l’autorità dell’uomo di stato e del re, ed è chiaro in questi casi, che è naturale e giovevole per il corpo essere soggetto all’anima, la parte affettiva all’intelligenza e alla parte fornita di ragione, mentre una condizione di parità o inversa è nociva a tutti.
Studiata dalla psichiatria sin dall’inizio del ‘900, l’apatia diventa sinonimo di indifferenza e, nella seconda metà del secolo, porterà la ricerca di psichiatri come Massimo Fagioli ad associarla a una “mancanza di vitalità” e a una “perdita della nascita”.

Nel frattempo gli artisti rappresentano l’apatico, a differenza dell’isterica che si impone con il linguaggio del corpo, come colui che non provoca l’attenzione del mondo circostante, tanto da essere inquadrato nella schiera degli “uomini vuoti".
Figura senza forma, ombra senza colore, forza paralizzata, gesto privo di moto.
Oggi gli studi sull’apatia tendono a differenziare il sintomo presente nello schizofrenico simplex da quello del depresso. Nel primo caso è caratterizzata da un’indifferenza che non ha sintomi evidenti, fallimento totale nel rapporto interumano, si propone come assenza di affetti non di movimento e quindi “invisibile”. Nel depresso invece il corpo diventa pesante, trascurato, lento, stanco, e l’apatia è riconoscibile nell’assenza di movimento fisico, non di emozioni.

## Descrizione
Il neuropsichiatra R.Marin definisce l’apatia come una “sindrome di mancanza di motivazione” attribuibile a stress emotivo, salute mentale o deterioramento cognitivo, mentre nel DSM-5 la troviamo descritta come sintomo di diverse patologie sia di tipo psichiatrico che neurodegenerativo, ma anche di alcune intossicazioni da inalanti e oppiacei.
L’apatia può essere riscontrata in diverse fasi della vita. Nei bambini può manifestarsi come mancanza di voglia di fare qualsiasi cosa e può essere legata ai cambiamenti vissuti in tenera età o a particolari situazioni relazionali. Negli adolescenti può manifestarsi in relazione al periodo di transizione all’età adulta, ai cambiamenti nella struttura familiare e/o, scolastica, alle relazioni con i pari. Negli anziani è molto comune in pazienti che presentano un declino cognitivo e può trarre beneficio da percorsi di pet therapy.

### L'apatia in psicologia
L’apatia è una condizione psicologica che può essere contraddistinta da sentimenti di indifferenza e mancanza di emozioni verso le relazioni interpersonali, da una mancanza di interesse per diversi aspetti della vita, da una diminuzione o assenza di reazioni emotive nei confronti di situazioni o eventi giornalieri. Essa può essere causata da disturbi psichiatrici come la depressione reattiva o il disturbo depressivo maggiore, il disturbo schizoide o la schizofrenia.

### L’apatia e le patologie degenerative
L’apatia è un sintomo anche di alcune patologie organiche quali il morbo di Alzheimer o di Parkinson, la malattia di Huntington, la demenza frontotemporale e l’ictus.
Una ricerca condotta dall’Università di Cambridge, in collaborazione con King’s College di Londra, Oxford e la Radboud University di Nimega (Paesi Bassi), ha pubblicato uno studio in cui è stata riscontrata una correlazione tra le persone con un alto livello di apatia e il rischio di sviluppare la demenza nelle persone con problemi cerebrovascolari.

## Diagnosi
Il soggetto apatico limita la produzione di pensieri legati a obiettivi, al punto da trascurare persino se stesso, oltre a mostrare gravi segni di distacco verso l'ambiente che lo circonda, e provare indifferenza e ritrosia nei confronti di eventuali nuove esperienze, anche se molto dipende dalle caratteristiche caratteriali del soggetto.
L'incapacità di manifestare emozioni si ripercuote, nel soggetto apatico, nella ridotta espressività vocale, facciale e gestuale oltre a una alterazione dell'attività sessuale e dell'attività nutrizionale.
Nel caso in cui il soggetto apatico stia sviluppando una forma depressiva, ai sintomi sopra elencati vanno aggiunti un rallentamento psicomotorio, un pessimismo globale includente una assenza di speranza e una ridotta autostima.

## L'apatia al cinema
Nel cinema due film possono essere citati come rappresentazioni dell'apatia: Oblomov di Nikita Michalkov (1980) e Un cuore in inverno di Claude Sautet (1992).